# Chromiec (Grande-Pologne)
Pour les articles homonymes, voir Chromiec.
Chromiec (prononciation : [ˈxrɔmjɛt͡s]) est un village polonais de la gmina de Nowe Miasto nad Wartą dans le powiat de Środa Wielkopolska de la voïvodie de Grande-Pologne dans le centre-ouest de la Pologne.
Il se situe à environ 9 kilomètres au sud-ouest de Nowe Miasto nad Wartą (siège de la gmina), à 22 kilomètres au sud de Środa Wielkopolska (siège du powiat) et à 47 kilomètres au sud-est de Poznań (capitale régionale).

## Histoire
De 1975 à 1998, le village faisait partie du territoire de la voïvodie de Poznań.

Depuis 1999, Chromiec est situé dans la voïvodie de Grande-Pologne.
Le village possède une population de 270 habitants en 2008.